# Guacharaca

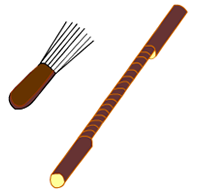
Eine Guacharaca mit Rohrstab und Reibgabel

Die Guacharaca ist ein Reibestab, der zu den drei wesentlichen Musikinstrumenten im kolumbianischen  Vallenato zählt. Die Musiker bezeichnen sich als Guacharaquero.

## Bauform und Spielweise
Das zu den Idiophonen gehörende Perkussionsinstrument besteht aus einem Rohrstab und einer Reibgabel. Entlang des Rohrstabs finden sich mehrere kleine Rillen, die dort eingefräst sind. Beim Spielen reibt der Guacharaquero die Gabel entlang der Oberfläche über den Stab. Das erzeugt den charakteristischen scharfen Klang. Eine typische Guacharaca ist etwa so groß wie eine Violine und hat etwa die Dicke eines Besenstiels.

## Herkunft
Erfunden wurde die Guacharaca von Indianern der Tairona in der kolumbianischen Bergregion Sierra Nevada de Santa Marta. Die Indianer verfolgten das Ziel, mit dem Instrument den Gesang einer bestimmten Vogelart zu simulieren, nämlich die des Rotschwanzguans (Ortalis ruficauda, in Kolumbien auch „Guacharaca“ genannt). Im zwanzigsten Jahrhundert begannen Vallenato-Musiker, das Instrument für ihre Musik zu verwenden. Bis heute assoziiert man Guacharacas insbesondere mit Vallenato, und sie dienen als rhythmisches Rückgrat für alle Variationen dieses Musikstils.